# Andalucia Tennis Experience
Andalucia Tennis Experience är en tennisturnering för damer som spelas utomhus på grus. Turneringen startar 2009 och ingår i kategorin International på WTA-touren. Den spelas i Marbella, Spanien och kommer att bli den första turneringen för säsongen som spelas i Spanien: Barcelona Ladies Open, en annan International-turnering, spelas veckan senare.

## Resultat

### Singel
| År   | Mästare    | Finalist | Resultat |
| ---- | ---------- | -------- | -------- |
| 2009 | ej avgjort |          |          |

### Dubbel
| År   | Mästare    | Finalister            | Resultat |
| ---- | ---------- | --------------------- | -------- |
| 2009 | ej avgjort | ej avgjort ej avgjort |          |